# 業多姫
『業多姫』（ごうたひめ）は、時海結以による日本のライトノベル。イラストは増田恵が担当している。富士見ミステリー文庫（富士見書房）より2003年1月から2004年9月まで刊行された。「第2回富士見ヤングミステリー大賞」準入選作品。

## あらすじ
500年の昔。異能の力を持つが故に「業多姫」と呼ばれる少女・鳴は、故郷美駒を巡る戦いの中、同じく異能者である少年・颯音と出会う。敵同士であった2人は、しかし戦いの中で心を通わせあい、共に生きる事を誓う。

## 登場人物
鳴（業多姫）
触れようとする人間を弾き飛ばす力を持つが故に「業多姫」と呼ばれる少女。故郷美駒を巡る戦いの中で、同じ異能者の颯音と出会う。後に心を通わせ、共に生き、相手のために死ぬのではなく、相手のために生きることを誓う。3つで小弓を引いてうつぼの矢を全て的に当ててしまう、7つで気性が激しくて誰も手のつけられなかった荒馬・阿王丸を乗りこなす、10になるまえに郷の内どころか近在にも指南役がいなくなってしまう、身のこなしと判断力に優れ、知略・戦術にも興味を持ち…。などと、業の力以外にも様々な能力を持つ。
なお、鳴を心から受け入れられる人間は弾き飛ばすことができず、主に家族がそれに当てはまる（しかし、父親は生まれた時に「女子でも良い」と言った途端弾かれた）。颯音は初めて出会った時から弾けない。

## 既刊一覧
- 時海結以（著） / 増田恵（イラスト）、富士見書房〈富士見ミステリー文庫〉、全7巻
  - 『業多姫 壱之帖―風待月』2003年1月20日発売[1]、ISBN 4-8291-6194-9
  - 『業多姫 弐之帖―愛逢月』2003年4月10日発売[2]、ISBN 4-8291-6206-6
  - 『業多姫 参之帖―恋染月』2003年9月10日発売[3]、ISBN 4-8291-6225-2
  - 『業多姫 四之帖―雪帰月』2004年1月10日発売[4]、ISBN 4-8291-6240-6
  - 『業多姫 いろどりつづり』2004年3月10日発売[5]、ISBN 4-8291-6248-1
  - 『業多姫 伍之帖―春惜月』2004年6月10日発売[6]、ISBN 4-8291-6261-9
  - 『業多姫 六之帖―夢見月』2004年9月10日発売[7]、ISBN 4-8291-6270-8